# Saltburn (filme)
Saltburn é um filme de thriller psicológico de comédia ácida de 2023 escrito, dirigido e produzido por Emerald Fennell. O filme é estrelado por Barry Keoghan, Jacob Elordi, Rosamund Pike, Richard E. Grant, Alison Oliver, Archie Madekwe, e Carey Mulligan. Ambientado na Inglaterra, em meados dos anos 2000, segue um jovem estudante universitário que fica obcecado por seu rico colega de escola, que o convida para passar o verão na propriedade de sua excêntrica família.
Saltburn teve sua estreia mundial no 50º Festival de Cinema de Telluride em 31 de agosto de 2023, e foi lançado no Reino Unido em 17 de novembro de 2023, e nos Estados Unidos por meio de um lançamento limitado nos cinemas no mesmo dia. O filme teve seu amplo lançamento em 22 de novembro, antes de seu lançamento em streaming pela Amazon Prime Video em 22 de dezembro, no qual se tornou um dos filmes mais transmitidos. Recebeu críticas geralmente positivas dos críticos. Os elogios foram direcionados à estética do filme (particularmente à fotografia, valores de produção, trilha sonora e figurino), bem como às performances de Keoghan, Elordi e Pike, mas o roteiro atraiu respostas polarizadas. Recebeu vários elogios, incluindo indicações para dois Prémios Globo de Ouro e cinco Prémios da Academia Britânica de Cinema.

## Elenco
- Barry Keoghan como Oliver Quick
- Jacob Elordi como Felix Catton
- Rosamund Pike como Lady Elspeth Catton, mãe de Felix
- Richard E. Grant como Sir James Catton, pai de Felix
- Alison Oliver como Venetia Catton, irmã de Felix
- Archie Madekwe como Farleigh Start, primo de Felix
- Carey Mulligan como "Poor Dear" Pamela, amiga de Elspeth
- Paul Rhys como  Duncan, mordomo de Saltburn
- Ewan Mitchell como Michael Gavey, colega de escola de Oliver
- Sadie Soverall como Annabel
- Millie Kent como India
- Reece Shearsmith como Professor Ware
- Dorothy Atkinson como Paula Quick, mãe de Oliver
- Shaun Dooley como Jeff Quick, pai de Oliver
- Lolly Adefope como Lady Daphne
- Joshua McGuire como Henry

## Produção
Saltburn é o segundo filme dirigido por Emerald Fennell, depois de Promising Young Woman (2020). Em janeiro de 2022, a LuckyChap Entertainment de Tom Ackerley e Margot Robbie estava em negociações para produzir, depois de colaborar com Fennell em seu filme anterior. Em maio de 2022, Ackerley, Robbie e Josey McNamara foram confirmados como produtores, enquanto Rosamund Pike, Jacob Elordi e Barry Keoghan se juntaram ao elenco. Fennell disse que o ator australiano Elordi "... fez o teste mais excepcional... Ele fez uma comédia observacional tão genial. Ele realmente entendeu isso apesar de toda a beleza e carisma de [Felix], ele é apenas um garotinho mimado. Ele entrou e simplesmente nos surpreendeu".
Carey Mulligan, estrela de Promising Young Woman, foi revelada como parte do elenco em dezembro.
Ao escrever o filme, Fennell queria simpatizar com pessoas desagradáveis, dizendo "os tipos de pessoas que não suportamos, os tipos de pessoas que são abomináveis - se pudermos amá-los, se pudermos nos apaixonar por essas pessoas, se pudermos entender por que isso é tão atraente, apesar de sua palpável crueldade, injustiça e espécie de estranheza, se todos quisermos estar lá também, acho que é uma dinâmica muito interessante." Há muito tempo ela queria fazer sua própria versão de filmes e livros ambientados em uma casa de campo, e ambientou o filme em 2006 para "realmente [eliminar] a porra do glamour das coisas", ambientando-o no passado recente.
As filmagens começaram em 16 de julho de 2022, com Linus Sandgren atuando como diretor de fotografia. O filme é exibido na proporção de 1,33:1, com Fennell dizendo que dá a impressão de estar "espiando".
Fennell estava determinado a não filmar em uma propriedade familiar aos espectadores e queria ambientar o filme em um único local, alinhando assim a filmagem com o enredo do filme, dizendo: "Era importante para mim que estivéssemos todos lá juntos, que o fazer o filme de alguma forma teve aquela sensação de verão onde todos perdem a cabeça juntos... Eu não queria estar constantemente se recuperando e se movendo." e evitando a necessidade de ajustes pós-produção devido a múltiplos locais. Fennell foi um sucesso, com as filmagens ocorrendo em e em Drayton House, Northamptonshire, que nunca havia sido usado para filmagens antes e nunca mais poderá ser usado, com uma parte do contrato sendo que ninguém estava autorizado a revelar a localização da casa ou a identidade dos seus proprietários. Apesar da opulência da casa, os atores acabaram se familiarizando com o interior da casa durante as filmagens.
Os trajes foram desenhados nos mínimos detalhes, com a moda dos anos 2000 exibida na forma de jaquetas ostentosas, camisas de rugby e joias espalhafatosas.

## Música
O filme tem trilha sonora de Anthony Willis, que já fez a trilha sonora de Promising Young Woman, de Fennell. A trilha sonora foi lançada pela Milan Records em 17 de novembro de 2023.

## Temas e influências
O filme foca no excesso e na obsessão. De acordo com Fennell, "Eu me baseei na minha própria experiência de ser uma pessoa humana, que sentiu aquilo que todos nós sentimos naquele momento da nossa vida, que é aquele aperto absolutamente insano de amor obsessivo… Mas obviamente eu não fui ao extremo que algumas das pessoas [no filme] fazem".
Discutindo as influências do filme, Fennell citou A Clockwork Orange (1971), Cruel Intentions (1999), Rebecca (1938) de Daphne du Maurier, e o romance The Go-Between (1953) por L. P. Hartley e sua adaptação cinematográfica de 1971. Ela comentou: "Acho que estava olhando mais para aquela tradição da casa de campo de The Go-Between e aquele tipo de mundo britânico muito específico... tipo de Joseph Losey, onde classe e poder e sexo colidem em um lugar específico". Fennell citou The Servant (1963), de Losey, como uma influência por causa de seu "poder erótico inegável" que "depende inteiramente da ameaça de violência - não apenas violência literal, mas uma reviravolta caótica completa do status quo".
O romance de Patricia Highsmith, The Talented Mr. Ripley (1955) e sua adaptação cinematográfica (1999) têm sido frequentemente citados como uma influência pelos críticos devido aos temas comuns de classe social e às semelhanças entre Oliver e Tom Ripley, embora a própria Fennell tenha minimizado essas comparações. Richard Brody, do The New Yorker, também encontrou semelhanças com o romance Brideshead Revisited de Evelyn Waugh.
Alguns críticos também apontaram que a rica estilização e as influências visuais no filme contêm algumas influências estéticas de Bram Stoker's Dracula (1992) de Francis Ford Coppola e The Shining (1980) de Stanley Kubrick. De acordo com esses críticos, o estilo visual gótico de Fennell em geral reflete os elementos míticos do filme Drácula de Coppola de 1992 sobre a sedução sobrenatural: a cena do jardim de Saltburn é especialmente paralela às posses carnais de Lucy (Sadie Frost) e Mina (Winona Ryder), que são cosmicamente atraídas pelo Conde Drácula de Gary Oldman; ele inevitavelmente suga suas energias em um lento enfraquecimento do desejo depois de atrair cada um para o jardim, não do Éden, mas do pecado. Saltburn foi considerado uma espécie de "filme de vampiro" pela própria cineasta Fennell.
Outros críticos encontraram semelhanças com o filme Teorema (1968) de Pier Paolo Pasolini e Barry Lyndon (1975) de Stanley Kubrick, que também abordou temas de classe, poder, desejo e sedução. Fennell descreveu sua sátira ao sistema de classes britânico como "Barry Lyndon encontra a obscenidade indie".

## Lançamento
Saltburn teve sua estreia mundial no 50º Festival de Cinema de Telluride em 31 de agosto de 2023. Estreou no Reino Unido como o filme de abertura do 67º Festival de Cinema de Londres em 4 de outubro de 2023.
O filme estreou na Austrália no SXSW Sydney em 20 de outubro de 2023, antes de estrear nos cinemas australianos em 16 de novembro.
Nos Estados Unidos, Saltburn teve um lançamento limitado em 17 de novembro de 2023, seguido por uma ampla expansão em 22 de novembro de 2023, pela Amazon MGM Studios Distribution. Foi originalmente programado para ser lançado em 24 de novembro de 2023, mas foi adiado uma semana para aproveitar a resposta positiva inicial que recebeu em sua estreia em Telluride e aumentar suas chances na temporada de premiações.
Warner Bros. Pictures está cuidando do lançamento internacional de Saltburn, com lançamento em 17 de novembro no Reino Unido.

## Recepção

### Bilheteria
Em seu fim de semana de estreia limitado, o filme arrecadou US$322.651 em sete cinemas. Expandindo para 1.566 cinemas na quarta-feira seguinte, o filme arrecadou US$ 684.000 em seu primeiro dia de lançamento e depois US$301.000 no Dia de Ação de Graças.

### Resposta crítica
No site agregador de resenhas Rotten Tomatoes, 71% das 288 críticas dos críticos são positivas, com uma avaliação média 6,8/10. O consenso do site diz: "Incisivo e açucarado, Saltburn de Emerald Fennell é um choque debochado para os sentidos que será revigorante para a maioria." Metacritic, que usa uma média ponderada, atribuiu ao filme uma pontuação de 61 em 100, com base em 53 críticos, indicando críticas "mistas ou médias". O público pesquisado pelo CinemaScore deu ao filme uma nota média de "B−" em uma escala de A+ a F, enquanto os entrevistados pela PostTrak deram uma pontuação geral positiva de 75%, com 42% dizendo que definitivamente recomendariam o filme.
O jornal The Guardian fez uma resenha do filme após sua estreia em agosto e novamente após seu lançamento. Peter Bradshaw deu três estrelas de cinco. Ele observou que "ostenta curvas deslumbrantes de Rosamund Pike e Carey Mulligan", mas que "o final muito prolongado parece incerto". Wendy Ide escreveu que "estrela um Barry Keoghan mal interpretado (ele é velho demais para o papel)", mas que "Rosamund Pike, como a mãe de Felix, Elspeth, é gloriosamente rude; Archie Madekwe, como o parente pobre Farleigh, é um malicioso prazer". Ela concedeu duas de cinco estrelas possíveis.
Nicholas Barber, revisando o filme para a BBC, gostou das "perfurações ultrajantes e divertidas", mas que "Fennell é propensa a se atrapalhar" com reviravoltas na trama. Ele conclui que "se você vê isso como uma fantasia sensacionalista em vez de uma sátira penetrante, então Saltburn é delirantemente agradável" e concede quatro de cinco estrelas. Empire deu ao filme três de cinco estrelas. Em sua crítica, Sophie Butcher relata que "Saltburn parece divino. O olho de Fennell é extraordinário e, ao lado do diretor de fotografia Linus Sandgren, ela captura a grande beleza de seus locais arquitetônicos de maneira impecável", mas ficou desapontada porque "as cenas muitas vezes são construídas para chegar à cúspide de algo verdadeiramente elétricos, mas são decepcionados por diálogos desajeitados."
Escrevendo em Sight & Sound, Sophie Monks Kaufman descobriu que "o tratamento superficial que a história dá a seus personagens... torna-se cada vez mais ruinoso" e que "a coisa mais ameaçadora que alguém pode reunir aqui é uma escolha passivo-agressiva de karaokê". Ela também não ficou impressionada com a "linguagem visual ostensiva" do filme. No entanto, a colunista da Entertainment Weekly Maureen Lee Lenker deu a Saltburn um "A", dizendo que o filme é um "thriller gótico polvilhado com glitter pop-doce venenoso... Suas infinitas camadas visuais e literárias trarão seus fervorosos admiradores de volta a ele e novamente, porque é um triunfo do cinema do excesso, em toda a sua glória orgíaca e sem remorso."

## Prêmios e indicações
| Associações                                | Data da cerimônia       | Categoria                                                                | Nomeações                           | Resultado   |
| ------------------------------------------ | ----------------------- | ------------------------------------------------------------------------ | ----------------------------------- | ----------- |
| Mill Valley Film Festival                  | 16 de outubro de 2023   | Cineasta do Ano                                                          | Emerald Fennell                     | Venceu      |
| Savannah Film Festival                     | 2 de novembro de 2023   | Prêmio do Público                                                        | Saltburn                            | Venceu      |
| Hollywood Music in Media Awards            | 15 de novembro de 2023  | Trilha Sonora Original – Longa-Metragem                                  | Anthony Willis                      | Indicado    |
| Dublin Film Critics' Circle                | 18 de dezembro de 2023  | Melhor Ator                                                              | Barry Keoghan                       | 7º Lugar    |
| Women Film Critics Circle Awards           | 18 de dezembro de 2023  | Melhor Filme de uma Mulher                                               | Saltburn                            | Vice-campeã |
| Women Film Critics Circle Awards           | 18 de dezembro de 2023  | Melhor Mulher Contadora de Histórias                                     | Emerald Fennell                     | Indicada    |
| Alliance of Women Film Journalists         | 3 de janeiro de 2024    | Melhor Atriz Coadjuvante                                                 | Rosamund Pike                       | Indicada    |
| Alliance of Women Film Journalists         | 3 de janeiro de 2024    | Melhor Diretora Mulher                                                   | Emerald Fennell                     | Indicada    |
| Alliance of Women Film Journalists         | 3 de janeiro de 2024    | Melhor Roteirista Mulher                                                 | Emerald Fennell                     | Indicada    |
| Denver Film Critics Society                | 12 de janeiro de 2024   | Melhor Diretor                                                           | Emerald Fennell                     | Indicada    |
| Denver Film Critics Society                | 12 de janeiro de 2024   | Melhor Ator                                                              | Barry Keoghan                       | Indicado    |
| Denver Film Critics Society                | 12 de janeiro de 2024   | Melhor Atriz Coadjuvante                                                 | Rosamund Pike                       | Indicada    |
| Denver Film Critics Society                | 12 de janeiro de 2024   | Melhor Roteiro Original                                                  | Emerald Fennell                     | Indicada    |
| Astra Film and Creative Awards             | 6 de janeiro de 2024    | Melhor Ator                                                              | Barry Keoghan                       | Indicado    |
| Astra Film and Creative Awards             | 6 de janeiro de 2024    | Melhor Diretor                                                           | Emerald Fennell                     | Indicada    |
| Astra Film and Creative Awards             | 6 de janeiro de 2024    | Melhor Roteiro Original                                                  | Emerald Fennell                     | Indicada    |
| Astra Film and Creative Awards             | 26 de fevereiro de 2024 | Melhor Fotografia                                                        | Linus Sandgren                      | Indicado    |
| Astra Film and Creative Awards             | 26 de fevereiro de 2024 | Melhor Design de Produção                                                | Suzie Davies, Charlotte Dirickx     | Indicados   |
| Astra Film and Creative Awards             | 26 de fevereiro de 2024 | Melhor Pontuação                                                         | Anthony Willis                      | Indicado    |
| Prêmios Globo de Ouro                      | 7 de janeiro de 2024    | Melhor Ator – Filme Dramático                                            | Barry Keoghan                       | Indicado    |
| Prêmios Globo de Ouro                      | 7 de janeiro de 2024    | Best Melhor Atriz Coadjuvante – Filme                                    | Rosamund Pike                       | Indicada    |
| Prêmios Critics' Choice Movie              | 14 de janeiro de 2024   | Melhor Filme                                                             | Saltburn                            | Indicado    |
| Prêmios Critics' Choice Movie              | 14 de janeiro de 2024   | Melhor Fotografia                                                        | Linus Sandgren                      | Indicado    |
| Prêmios Critics' Choice Movie              | 14 de janeiro de 2024   | Melhor Design de Produção                                                | Suzie Davies e Charlotte Dirickx    | Indicadas   |
| London Film Critics' Circle                | 4 de fevereiro de 2024  | Atriz Coadjuvante do Ano                                                 | Rosamund Pike                       | Indicada    |
| London Film Critics' Circle                | 4 de fevereiro de 2024  | Artista Britânico/Irlandês do Ano                                        | Carey Mulligan (também por Maestro) | Indicada    |
| London Film Critics' Circle                | 4 de fevereiro de 2024  | Prêmio de Realização Técnica                                             | Kharmel Cochrane                    | Indicada    |
| AACTA International Awards                 | 10 de fevereiro de 2024 | Melhor Ator Coadjuvante                                                  | Jacob Elordi                        | Indicado    |
| AACTA International Awards                 | 10 de fevereiro de 2024 | Melhor Atriz Coadjuvante                                                 | Rosamund Pike                       | Indicada    |
| ADG Excellence in Production Design Awards | 10 de fevereiro de 2024 | Excelência em Design de Produção para um Filme Contemporâneo             | Suzie Davies                        | Venceu      |
| Set Decorators Society of America Awards   | 13 de fevereiro de 2024 | Melhor Realização em Decoração/Design de um Longa-Metragem Contemporâneo | Charlotte Dirickx e Suzie Davies    | Venceram    |
| Society of Composers & Lyricists           | 13 de fevereiro de 2024 | Melhor Trilha Sonora Original para Filme de Estúdio                      | Anthony Willis                      | Indicado    |
| Prémios da Academia Britânica de Cinema    | 12 de fevereiro de 2024 | Melhor Ator num Papel Principal                                          | Barry Keoghan                       | Indicado    |
| Prémios da Academia Britânica de Cinema    | 12 de fevereiro de 2024 | Melhor Ator num Papel Coadjuvante                                        | Jacob Elordi                        | Indicado    |
| Prémios da Academia Britânica de Cinema    | 12 de fevereiro de 2024 | Melhor Atriz num Papel Coadjuvante                                       | Rosamund Pike                       | Indicada    |
| Prémios da Academia Britânica de Cinema    | 12 de fevereiro de 2024 | Melhor Banda Sonora                                                      | Anthony Willis                      | Indicado    |
| Prémios da Academia Britânica de Cinema    | 12 de fevereiro de 2024 | Melhor Filme Britânico                                                   | Saltburn                            | Indicado    |
| Prémios People's Choice                    | 18 de fevereiro de 2024 | A Performance Cinematográfica do Ano                                     | Jacob Elordi                        | Indicado    |
| Make-Up Artists and Hair Stylists Guild    | 18 de fevereiro de 2024 | Melhor Maquiagem Contemporânea                                           | Siân Miller, Laura Allen            | Venceram    |
| Make-Up Artists and Hair Stylists Guild    | 18 de fevereiro de 2024 | Melhor Estilo de Cabelo Contemporâneo                                    | Siân Miller, Laura Allen            | Venceu      |
| Costume Designers Guild Awards             | 21 de fevereiro de 2024 | Excelência em Cinema Contemporâneo                                       | Sophie Canale                       | Venceu      |
| Prêmios Satellite                          | 17 de fevereiro de 2024 | Melhor Ator – Filme de Comédia ou Musical                                | Barry Keoghan                       | Indicado    |
| Prêmios Satellite                          | 17 de fevereiro de 2024 | Melhor Atriz Coadjuvante – Filme                                         | Rosamund Pike                       | Indicada    |
| Prêmios Satellite                          | 17 de fevereiro de 2024 | Melhor Fotografia                                                        | Linus Sandgren                      | Indicado    |